# Бунђету (Дамбовица)
Бунђету (рум. Bungetu) насеље је у Румунији у округу Дамбовица у општини Вакарешти. Oпштина се налази на надморској висини од 230 m.

## Становништво
Према подацима из 2002. године у насељу је живело 1349 становника, од којих су сви румунске националности.